# معرض النحل في ملقا
معرض النحل في ملقا أو متحف النحل العالمي سابقًا، هو معرض عن النحل يقع في حديقة ملقا النباتية في أير كيروه ملقا، ماليزيا، والذي تم إنشاؤه عام 2013. يعرض حوالي 250 عينة من خلايا النحل وأعشاش الدبابير، بالإضافة إلى عرض رجل النحل المذهل. يحتوي المعرض على أقسام مختلفة مثل تربية النحل وأنواع النحل وموائل النحل والأدوات التقليدية المستخدمة في جمع العسل. يتم تشغيله بواسطة Giant B، العلامة التجارية لأكبر منتج للعسل في ماليزيا. يمكن للمرء أن يتذوق ويشتري أنواعًا عديدة من العسل. 